# Hendrick Peter Godfried Quack
Hendrick Peter Godfried Quack (Zetten, 2 juli 1834 – Amsterdam, 6 januari 1917) was een Nederlands jurist, econoom en geschiedschrijver, vooral bekend van het monumentale werk De socialisten: Personen en stelsels.

## Levensloop
Quack, zoon van een bierbrouwer, begon in 1853 zijn studies te Utrecht en vervolgde een studie rechten aan het Amsterdamse Atheneum Illustre. Daar volgde hij colleges van onder andere Jeronimo de Bosch Kemper en Martinus des Amorie van der Hoeven, beiden christelijke critici van het liberalisme. In navolging van deze hoogleraren raakte Quack ervan overtuigd dat de liberale nadruk op "welbegrepen eigenbelang" geen oplossing bood voor de sociale kwesties die in de tweede helft van de negentiende eeuw speelden. Quack promoveerde te Utrecht in juli 1860 op een dissertatie over de staat in de veertiende eeuw.
In het volgende jaar in 1861 was hij korte tijd aan het provinciaal gouvernement van Noord-Holland werkzaam. Daarna werkte Quack achtereenvolgens als journalist, op de provinciale griffie te Haarlem en bij de Kamer van Koophandel te Amsterdam. Vanaf 1860 schreef hij voor het tijdschrift De Gids, vanaf 1863 als redacteur. In september 1863 werd Quack secretaris van de Maatschappij tot Exploitatie van Staatsspoorwegen.
In 1868 werd Quack hoogleraar staathuishoudkunde (politieke economie) aan de Rijksuniversiteit Utrecht. Naast het gebruikelijke curriculum onderwees hij zijn studenten over socialistische theorieën. Hij begon in 1875 aan het schrijven van De Socialisten. Personen en stelsels, zijn magnum opus over de geschiedenis van de socialistische beweging; het eerste deel verscheen in 1877, het laatste 20 jaar later.
In hetzelfde jaar verliet Quack zijn academische positie, waarin hij werd opgevolgd door Johan d'Aulnis de Bourouill. Quack werd secretaris van De Nederlandsche Bank en vestigde zich in december te Amsterdam. Hij zette echter zijn wetenschappelijke werk voort: één reden om van baan te wisselen was dat hij met het hogere salaris boeken wilde kopen om zijn studies voort te zetten. Quack werd op 1 juli 1885 een van de directeuren van de De Nederlandsche Bank. Op 21 juli van hetzelfde jaar werd hij buitengewoon hoogleraar in de geschiedenis der staathuishoudkunde aan de gemeentelijke universiteit te Amsterdam, en bleef dit tot 1894.

## Werk
Hoewel Quack een criticus van het economisch liberalisme was, sloot hij zich niet aan bij enige socialistische stroming. Hij is wel omschreven als een "kathedersocialist" met saint-simonistische ideeën. Volgens Ferdinand Domela Nieuwenhuis ontbrak het Quack aan moed dan wel daadkracht, en zou hij mét die eigenschappen "onze Lassalle zijn geworden."

## Publicaties
- Martinus des Amorie van der Hoeven (1864, Amsterdam)
- Traditie en Ideaal in het volksleven (1872, Utrecht)
- De Socialisten. Personen en stelsels. 3 delen (1875-1888, Amsterdam)
- Studiën en schetsen (1886, Amsterdam)
- Uit de kring der gemeenschap (1899)
- Herinneringen (1913; heruitgave in 1977)
- Benevens kleinere stukken of overdrukken. Verspreid bleven nog een groot aantal studiën, vooral in De Gids en de Nieuwe Rotterdamsche Courant, Eigen Haard, als periodieke bijdrage of opstel over van elkaar onafhankelijke onderwerpen.

## Trivia
Het Leids Historisch Dispuut 'H.P.G. Quack', opgericht op 10 november 1970, is een studievereniging voor studenten van de Rijksuniversiteit van Leiden. Omdat het dispuut zich aanvankelijk richtte op de sociaal-economische geschiedenis is het vernoemd naar H.P.G. Quack. Anno 2006 telde Quack circa vijftig leden en reünisten en richtte het zich op alle onderdelen van de geschiedenis.